# Denbies

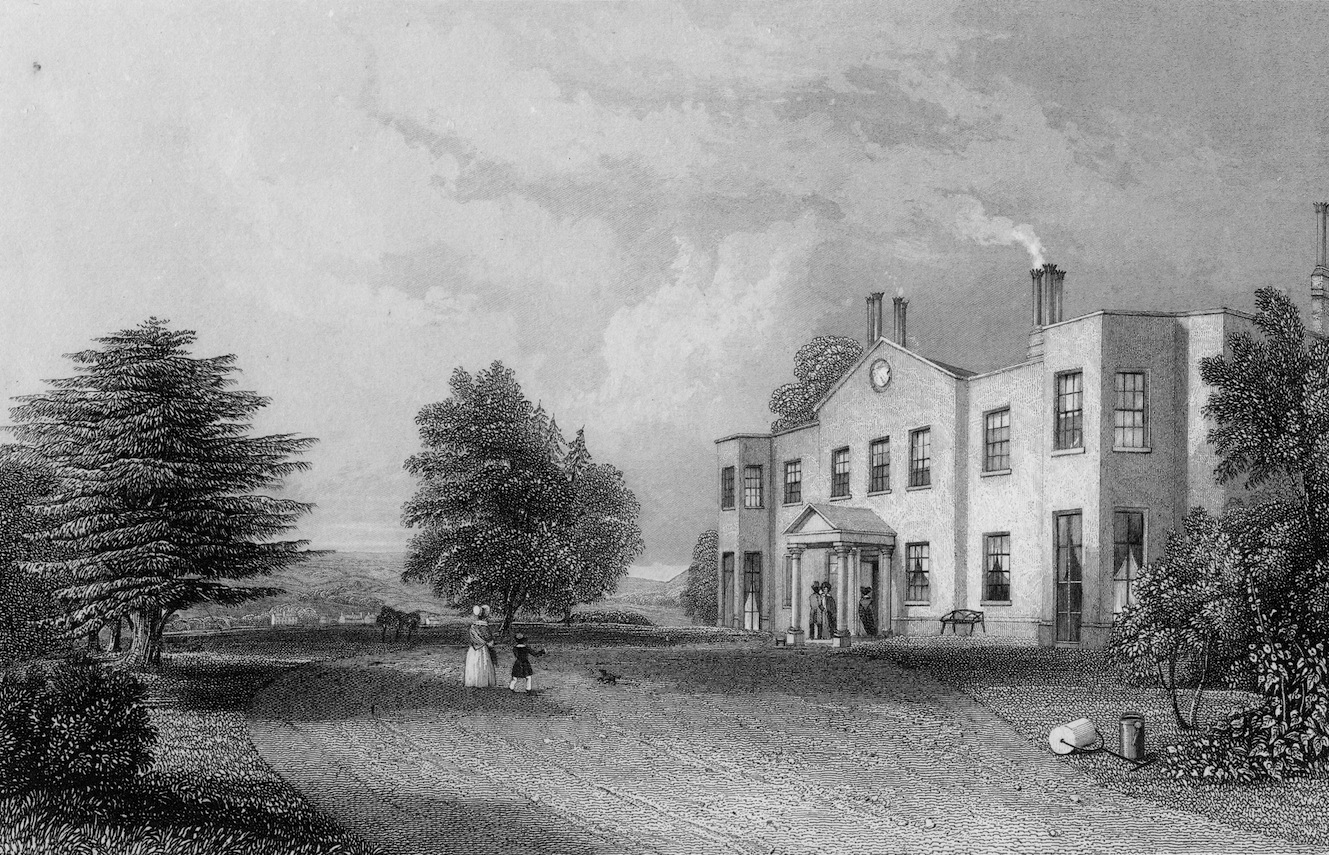
Le manoir du domaine de Denbies, vers 1840.

Denbies est un vaste domaine situé au nord-ouest de Dorking, dans le Surrey, en Angleterre.